# Wesley Snipes
Wesley Snipes (* 31. července 1962, Orlando, Florida, USA) je americký herec a producent. Jeho prvním filmem se stal snímek The Wildcats (česky Pumy), poté se dále začal objevovat častěji od Mo' Better Blues až po filmovou sérii Blade. Od roku 2010 strávil tři roky ve vězení za daňové úniky.

## Filmografie
- 2024 – Deadpool & Wolverine (Blade)
- 2023 – Back on the Strip (Luther)
- 2021 – Cesta do Ameriky 2 (General Izzi)
- 2020 – Město na ostří nože (Lawrence)
- 2019 – Jmenuju se Dolemite (D'Urville)
- 2017 – Armed Response (Isaac)
- 2017 – Mimozemská invaze (The Hunter)
- 2015 – Chi-Raq (Cyclops)
- 2014 – Expendables: Postradatelní 3 (Doc)
- 2012 – Stíny temnoty (Aman)
- 2010 – Zpověď zabijáka (agent Marcus)
- 2009 – Nejlepší z Brooklynu (Casanova "Caz" Phillips)
- 2008 – Umění války: Zrada (agent Neil Shaw)
- 2007 – Střelec v ohrožení (James Dial)
- 2006 – Detonator (agent Sonni Griffith)
- 2005 – 7 vteřin (Jack Tuliver)
- 2005 – Nukleární cíl (Painter)
- 2004 – Blade: Trinity (Blade)
- 2004 – Hardwood Dreams: Ten Years Later (vypravěč)
- 2004 – Devět životů (Dean Cage)
- 2002 – Blade 2 (Blade)
- 2002 – Sniper (Joe)
- 2002 – Neporazitelný (Monroe Hutchens)
- 2002 – ZigZag (Dave Fletcher)
- 2000 – Umění boje (Neil Shaw)
- 1999 – Boxeři
- 1998 – Blade (Blade)
- 1998 – Future sport (Obike Fixx)
- 1998 – Šerifové (Mark J. Sheridan / Warren / Roberts)
- 1997 – Láska na jednu noc (Maximilian "Max" Carlyle)
- 1997 – Vražda v Bílém domě (Det. Harlan Regis)
- 1996 – America's Dream (George Du Vaul)
- 1996 – Fanatik (Bobby Rayburn)
- 1995 – Vlak plný peněz (John)
- 1994 – Zóna úniku (Pete Nessip)
- 1993 – Bod varu (Jimmy Mercer)
- 1993 – Demolition Man (Simon Phoenix)
- 1993 – Hardwood Dreams (vypravěč)
- 1993 – Vycházející slunce (Lt. Webster Smith)
- 1992 – Přepadení ve vzduchu (John Cutter)
- 1992 – Bílí muži neumějí skákat (Sidney Deane)
- 1991 – Tropická horečka (Flipper Purify)
- 1991 – Říše drog (Nino Brown)
- 1989 – První liga (Willie Mays Hayes)
- 1988 – Vietnam War Story II
- 1986 – Streets of Gold (Roland Jenkins)
- 1986 – Trenérka (Trumaine)

## Produkce
- 2004 – Blade: Trinity
- 2002 – Blade 2
- 2002 – Neporazitelný (Undisputed)
- 2000 – Umění boje (Art of War)
- 1998 – Blade
- 1998 – Future sport (Futuresport)
- 1998 – Big Hit (The Big Hit)